# Arrondissement Calais
Das Arrondissement Calais ist eine Verwaltungseinheit im französischen Département Pas-de-Calais innerhalb der Region Hauts-de-France. Verwaltungssitz (Unterpräfektur) ist Calais.

## Wahlkreise
Zum Arrondissement gehören Gemeinden aus vier Wahlkreisen (Kantonen):
- Kanton Calais-1
- Kanton Calais-2
- Kanton Calais-3
- Kanton Marck

## Gemeinden
| 1. Alembon (62020)               | 2. Andres (62031)              | 3. Ardres (62038)               | 4. Les Attaques (62043)           |
| 5. Audruicq (62057)              | 6. Autingues (62059)           | 7. Bainghen (62076)             | 8. Balinghem (62078)              |
| 9. Bonningues-lès-Calais (62156) | 10. Bouquehault (62161)        | 11. Boursin (62167)             | 12. Brêmes (62174)                |
| 13. Caffiers (62191)             | 14. Calais (62193)             | 15. Campagne-lès-Guines (62203) | 16. Coquelles (62239)             |
| 17. Coulogne (62244)             | 18. Escalles (62307)           | 19. Fiennes (62334)             | 20. Fréthun (62360)               |
| 21. Guemps (62393)               | 22. Guînes (62397)             | 23. Hames-Boucres (62408)       | 24. Hardinghen (62412)            |
| 25. Herbinghen (62432)           | 26. Hermelinghen (62439)       | 27. Hocquinghen (62455)         | 28. Landrethun-lès-Ardres (62488) |
| 29. Licques (62506)              | 30. Louches (62531)            | 31. Marck (62548)               | 32. Muncq-Nieurlet (62598)        |
| 33. Nielles-lès-Ardres (62614)   | 34. Nielles-lès-Calais (62615) | 35. Nortkerque (62621)          | 36. Nouvelle-Église (62623)       |
| 37. Offekerque (62634)           | 38. Oye-Plage (62645)          | 39. Peuplingues (62654)         | 40. Pihen-lès-Guînes (62657)      |
| 41. Polincove (62662)            | 42. Recques-sur-Hem (62699)    | 43. Rodelinghem (62716)         | 44. Ruminghem (62730)             |
| 45. Saint-Folquin (62748)        | 46. Saint-Omer-Capelle (62766) | 47. Saint-Tricat (62769)        | 48. Sainte-Marie-Kerque (62756)   |
| 49. Sangatte (62774)             | 50. Sanghen (62775)            | 51. Vieille-Église (62852)      | 52. Zutkerque (62906)             |

## Neuordnung der Arrondissements 2017

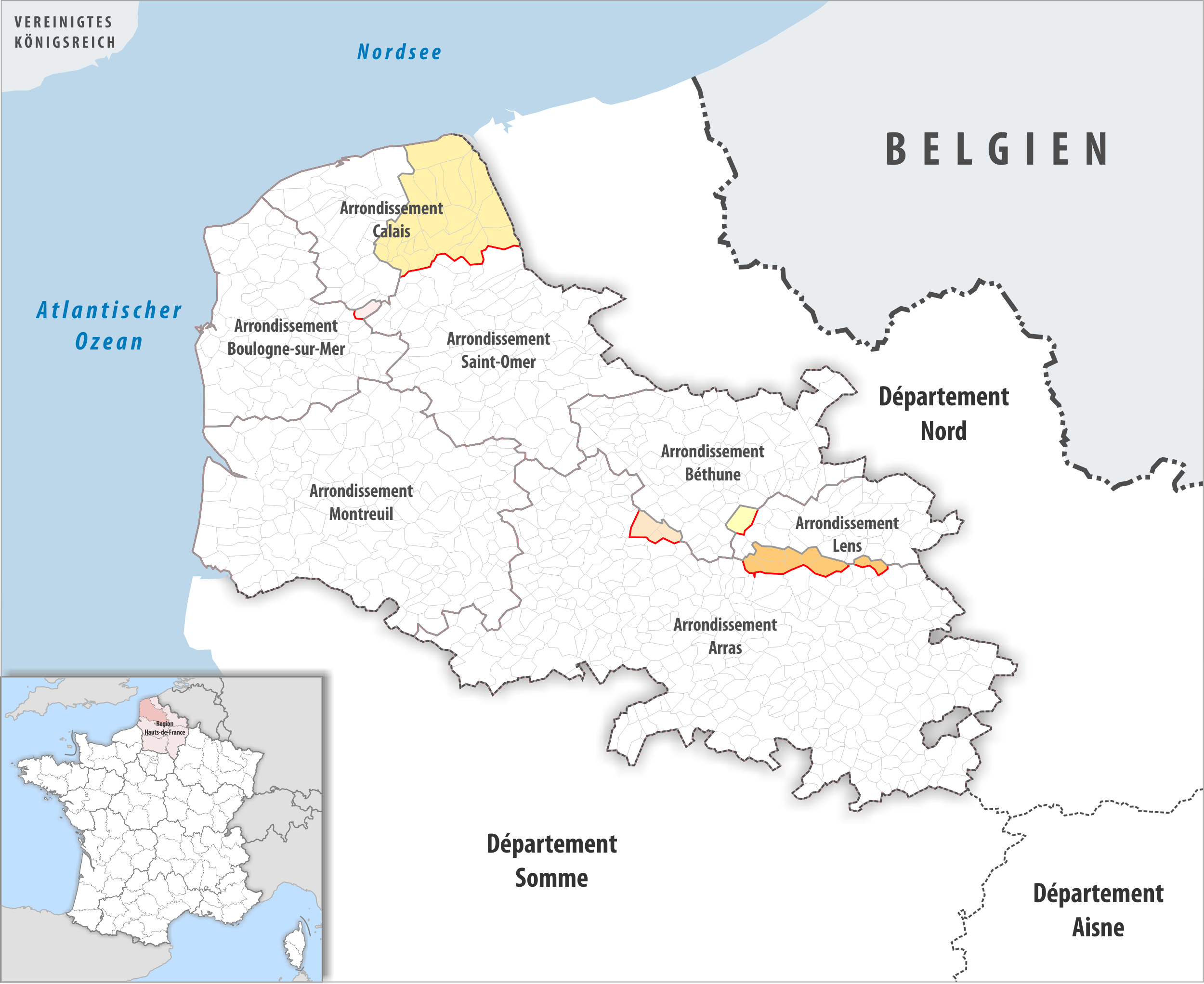
Arrondissementsanpassungen im Jahr 2017

Durch die Neuordnung der Arrondissements im Jahr 2017 wurde die Fläche der 23 Gemeinden Ardres, Audruicq, Autingues, Balinghem, Brêmes, Guemps, Landrethun-lès-Ardres, Louches, Muncq-Nieurlet, Nielles-lès-Ardres, Nortkerque, Nouvelle-Église, Offekerque, Oye-Plage, Polincove, Recques-sur-Hem, Rodelinghem, Ruminghem, Saint-Folquin, Saint-Omer-Capelle, Sainte-Marie-Kerque, Vieille-Église und Zutkerque aus dem Arrondissement Saint-Omer und die Fläche der Gemeinde Bainghen aus dem Arrondissement Boulogne-sur-Mer dem Arrondissement Calais zugewiesen.